# Mehdya
Mehdya (àrab: المهدية, al-Mahdiyya; amazic estàndard marroquí: ⵎⵀⴷⵉⵢⴰ, Mhdiya), antigament anomenada Mamura o al-Mamura, és un municipi de la província de Kénitra, a la regió de Rabat-Salé-Kenitra, al Marroc. Segons el cens de 2014 tenia una població total de 28.636 persones. Es troba a la desembocadura del uadi Sabu (Sebou),a 32 km al nord de Salé. El seu port de gran tonatge permet als vaixells remuntar el riu Sebou fins al port fluvial de Kenitra a uns 10 km en línia recta.

## Història
Es creu que en aquest lloc hi va haver un establiment fenici-cartaginès dels fundats per Hannó al segle v en el litoral Atlàntic i que va portar el nom de Thymiateria. De la seva sort no se'n sap res i no es torna a esmentar fins al segle x quan els geògrafs àrabs esmenten una vila de nom al-Ma'mura ("la poblada" o "la florescent"), Halk al-Ma'mura (Desembocadura ben poblada) o Halk Sabu (Desembocadura del Sebou). El cronista Abu l-Kasim al-Zayyani n'atribueix la seva fundació als Banu Ifran, establerts a la regió a finals del segle x. Els almohades hi van tenir unes drassanes (dar al-sina'a). Fins al segle xvi va existir obscurament.

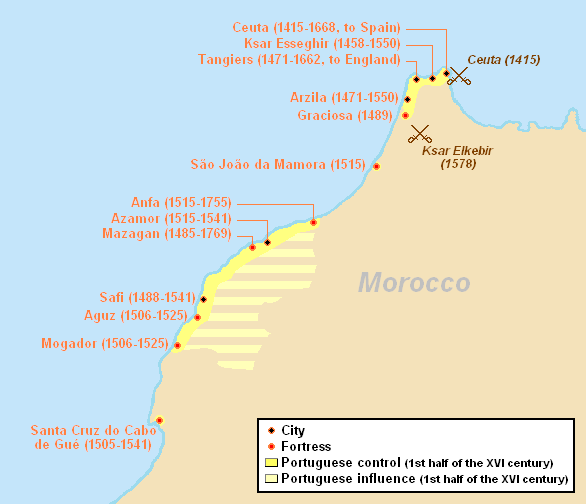
Possessions portugueses

El 24 de juny de 1515 fou ocupada per un cos de desembarcament de vuit mil portuguesos i rebatejada São Joao da Mamora. Es van crear fortificacions. En aquestos anys els portuguesos van ocupar altres cinc ciutats marroquines i totes foren fortificades (Graciosa el 1489, abandonada, Castelo Real de Mogador el 1506, Aguz el 1520, Santa Cruz de Cabo de Gué el 1505, moderna Agadir, i Mazagan el 1514). La major part foren abandonades pels portuguesos entre 1541 i 1550 però van conservar Tànger i Mazagan. A al-Mamura foren expulsats al cap de pocs mesos a final del mateix any patint considerables pèrdues. Encara es veuen restes del castell portuguès.

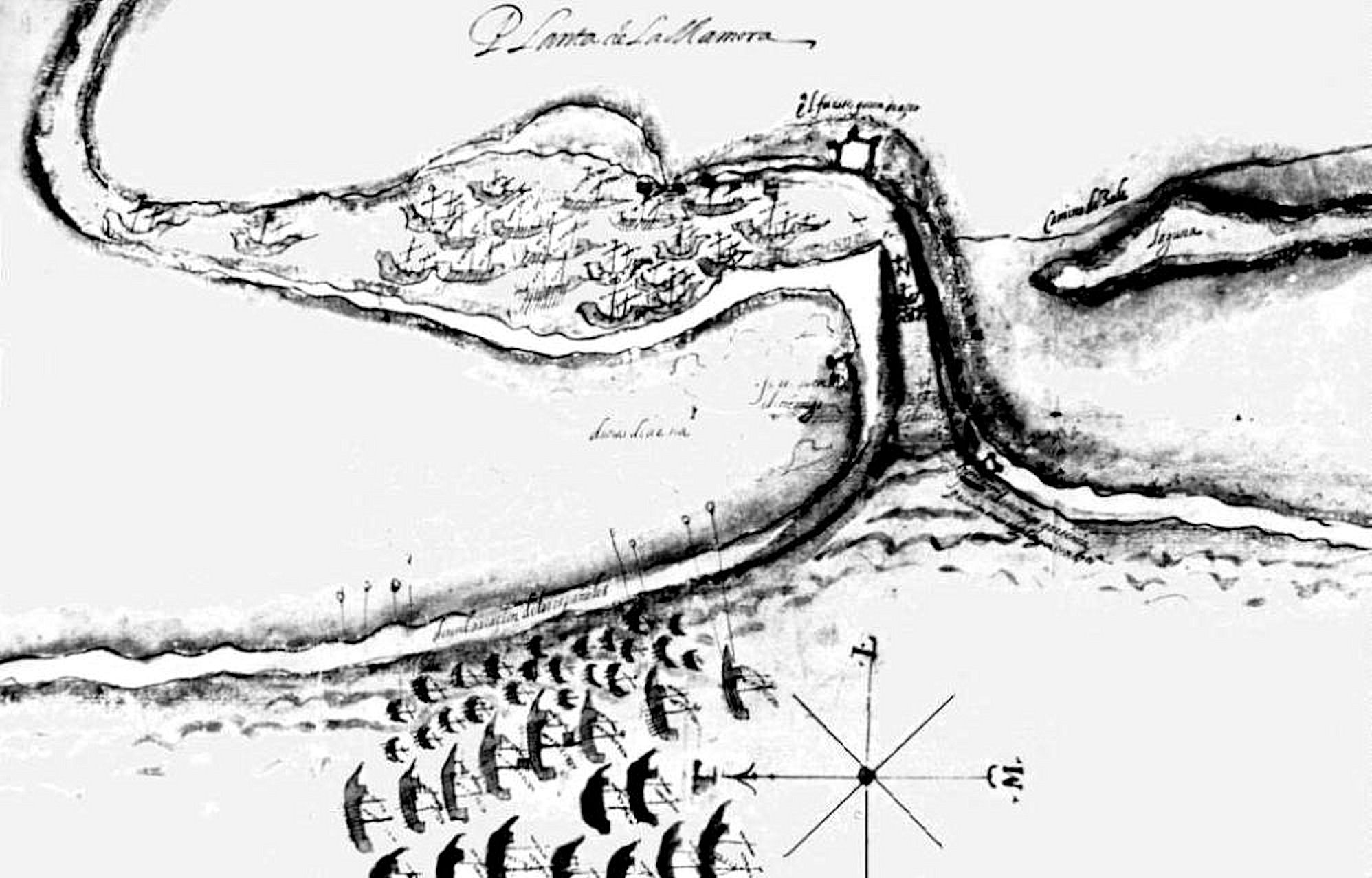
Port de La Mamora en 1621.

Però a finals del segle xvi va caure en mans de pirates europeus manats per l'anglès Hainwaring, que es van dedicar a atacar als vaixells per tota la costa atlàntica amenaçant el comerç dels estats europeus. El 1610 els castellans van ocupar el port de Larraix i van entrar en negociacions amb el sultà Mawlay Zaydan per posar fi a la pirateria. L'agost de 1614 desembarcaven a al-Mamura. Els castellans la van rebatejar San Miguel de Ultramar i hi van instal·lar una guarnició de 1.500 homes. La van conservar 67 anys en els quals diverses vegades foren atacats pels marroquins. Els principals atacs foren els de 1628, 1630 i 1647 obra dels mudjahidum (Voluntaris de la Fe) reunits pel xeic de Salé Sidi al-Ayyashi, amb l'objectiu d'expulsar els europeus dels seus establiments costaners. El 1681 les forces del sult Mulay Ismail à van atacar i assetjar la població i finalment la van conquerir per assalt. Se li va donar el nom d'al-Mahdiyya (que sota els almohades ja havia portat un establiment militar a la desembocadura uadi Salé que correspon al modern ued Bu-Regreg) i el nom de Mamura va quedar per un gran bosc que va entre Salé i la vall interior del Sebou. Queden restes tant de l'ocupació castellana com de les construccions marroquines del segle xviii.
El port fou tancat el 1795. Fou ocupat pels francesos el 1911. Els aliats hi van desembarcar l'octubre de 1942 en l'operació Torxa.